# アシッド (企業)
座標: 北緯35度42分7.4秒 東経139度46分10.9秒 / 北緯35.702056度 東経139.769694度
株式会社アシッド (英: ACID Co., Ltd.) は、日本のアダルトゲームのソフトウェアメーカーおよびイベント企画運営会社。

## 概要
アダルトゲームブランド『アージュ』 (âge)、『ミラージュ』 (mirage)、「ファイアージュ」(φâge) の運営会社である。
設立当初は有限会社だったが、株式会社への改組に前後し、同ビル内で事務所の移転も行っている〈8・9F→7・9F〉）。
有限会社スタック（オーバーフロー）、株式会社ニトロプラスと共に、アダルトゲームソフトハウスの連合組織「ちよれん」を構成している。以前はちよれん3社で同じビル（千代田区神田小川町 杉商ビル）に入居していたが、それぞれ移転した。
2016年2月より、アージュブランド作品の著作権を譲渡したイクストル（現aNCHOR）とニトロプラスは再び同じビル（千代田区外神田 アキバCOビル）に入居、それに合わせてアシッドも同ビルに移転していた。2018年11月にaNCHOR・アシッド共に世田谷区池尻に移転。2023年4月に再び千代田区外神田へ移転した（aNCHORは港区三田へ移転）。

## 事業内容
ソフトウェア開発
自社のアダルトゲームブランド「アージュ」、「ミラージュ」、「ファイアージュ」を通じ、PC用ゲームの製作を行っている。会社初期には他社ブランドのゲーム製作も行っていた。その後しばらくは自社作品に専念していたが、2009年以降サウンド・ウイングの『こくはく』など、再び他社ブランド作品の開発にも携わり始めている。
システム開発
ゲームソフトの開発・製作に必要なシステムや総合開発環境の研究・開発を行っている。
商品企画
音楽プロデュースのほか、ゲームやキャラクターの関連商品、フィギュアやドールなど、ホビー商品の企画を行っている。栗林みな実やrino（当時、MEGUMI名義）などの音楽プロデュースを手がけた実績がある。他にも、トレーディングカードゲーム『ランブリングエンジェル』の企画立案なども行った。また、永らく栗林のマネジメント（窓口代行）を担当してきたが、アシッドの紹介により2010年3月1日付で歌手業はSOLID VOX、声優業はドワンゴアーティストプロダクションがそれぞれ担当することになった。
イベント企画運営
ゲームの販促イベントやライブなどの企画、開催、運営、調整などを行っている。アージュ主催のイベントやちよれんのイベントなどで実績がある。
収録スタジオ運営
収録スタジオ「9スタジオ」（ナインスタジオ）の管理、運営を行っている。自社ブランドのゲームの音声収録、インターネットラジオ「君のぞらじお」の収録などを行っており、外部への貸し出しも行っている。

## 作品一覧
「アージュ」、「ミラージュ」、「ファイアージュ」作品については、「アージュ」を参照。
アージュなどの自社ブランド以外では、他社の作品を製作していた。
- 1999年（平成11年）12月17日 - D 〜その景色の向こう側〜（発売：Pure Platinum）
- 2000年（平成12年）1月14日 - 螺旋回廊（発売：rúf）
- 2001年（平成13年）12月14日 - 螺旋回廊2（発売：rúf）